# Heykel Megannem
Heykel Megannem (arabisch هيكل مقنم, DMG Haikal Muqannam; * 28. Februar 1977 in Moknine/Tunesien) ist ein ehemaliger tunesischer Handballspieler. Er ist 1,88 m groß und wurde meist als Rückraum Mitte eingesetzt.

## Vereine
Heykel Megannem begann mit dem Handballspiel in seiner Heimatstadt Moknine. Mit 18 Jahren wurde er vom Topklub Espérance Sportive de Tunis entdeckt und unter Vertrag genommen. Mit Tunis wurde er mehrmals tunesischer Meister und Pokalsieger. Durch die Nationalmannschaft empfahl er sich für europäische Klubs; 2002 verpflichtete ihn der französische Erstligist SC Sélestat Handball. Nachdem er 2005 zum besten Rückraum-Mitte-Spieler der Liga gewählt worden war, zog er weiter zu USAM Nîmes, wo er 2006 sogar zum insgesamt besten Spieler der Liga gewählt wurde. 2007 nahm ihn der Spitzenklub Montpellier HB unter Vertrag. Zwei Jahre später wechselte er zu Saint-Raphaël Var Handball. Im März 2013 verließ er Saint-Raphaël und schloss sich dem katarischen Verein Lekhwiya Sports Club Doha an. Mit Lekhwiya gewann er 2013 die Meisterschaft. Er kehrte 2014 nach Tunesien zurück und war für Espérance sportive de Tunis aktiv. Später beendete er seine Handballkarriere und gründete eine Handballakademie.

## Auswahl
Megannem bestritt 276 Länderspiele für die tunesische Männer-Handballnationalmannschaft. Mit seinem Land wurde er 1998, 2002 sowie 2005 Afrikameister. Bei der Handball-Weltmeisterschaft der Herren 2005 im eigenen Land belegte er mit Tunesien den vierten Platz, bei der Weltmeisterschaft 2007 in Deutschland aber schied er in der Hauptgruppe aus und belegte am Ende den 11. Platz. Im Sommer 2012 nahm er an den Olympischen Spielen in London teil.